# Кубок Сирії з футболу 2023—2024
Кубок Сирії з футболу 2023—2024 — 54-й розіграш кубкового футбольного турніру у Сирії.

## Календар
| Раунд        | Дата                           | Матчі | Клуби   |
| ------------ | ------------------------------ | ----- | ------- |
| Перший раунд | 4–12 грудня 2023               | 15    | → 32    |
| 1/16 фіналу  | 15 грудня 2023 – 31 січня 2024 | 16    | 32 → 16 |
| 1/8 фіналу   | 19 лютого – 11 березня 2024    | 8     | 16 → 8  |
| 1/4 фіналу   | 23 березня 2024                | 4     | 8 → 4   |
| 1/2 фіналу   | 3–11 травня 2024               | 4     | 4 → 2   |
| Фінал        | 24 травня 2024                 | 1     | 2 → 1   |

## 1/8 фіналу
| Команда 1       | Рахунок      | Команда 2      |
| --------------- | ------------ | -------------- |
| 19 лютого 2024  |              |                |
| Хуррія (2)      | 1:1 пен. 5:6 | Шахба (2)      |
| Джебла          | 0:2          | Гуттін         |
| Аль-Сахель      | 1:2          | Аль-Іттіхад    |
| Аль-Шорта (2)   | 0:3          | Аль-Фотува     |
| 20 лютого 2024  |              |                |
| Аль-Шула (2)    | 1:2          | Аль-Ватба      |
| Аль-Джаїш       | 1:1 пен. 5:6 | Тішрін         |
| Аль-Вахда       | 4:0          | Аль-Маджд (2)  |
| 11 березня 2024 |              |                |
| Аль-Талія       | 1:0          | Аль-Гіляль (2) |

## 1/4 фіналу
| Команда 1       | Рахунок | Команда 2   |
| --------------- | ------- | ----------- |
| 23 березня 2024 |         |             |
| Гуттін          | 3:1     | Аль-Іттіхад |
| Аль-Талія       | 0:2     | Аль-Фотува  |
| Тішрін          | 5:0     | Шахба (2)   |
| Аль-Вахда       | 3:1     | Аль-Ватба   |

## 1/2 фіналу
| Команда 1        | Заг. | Команда 2  | 1-й матч | 2-й матч |
| ---------------- | ---- | ---------- | -------- | -------- |
| 3–11 травня 2024 |      |            |          |          |
| Тішрін           | 2:5  | Аль-Фотува | 0:4      | 2:1      |
| Аль-Вахда        | 3:3  | Гуттін     | 1:1      | 2:2      |

## Фінал
| Команда 1      | Рахунок      | Команда 2  |
| -------------- | ------------ | ---------- |
| 24 травня 2024 |              |            |
| Аль-Вахда      | 0:0 пен. 4:5 | Аль-Фотува |